# Spiraea rosthornii
Spiraea rosthornii là loài thực vật có hoa trong họ Hoa hồng. Loài này được E. Pritz. miêu tả khoa học đầu tiên năm 1900.

## Hình ảnh

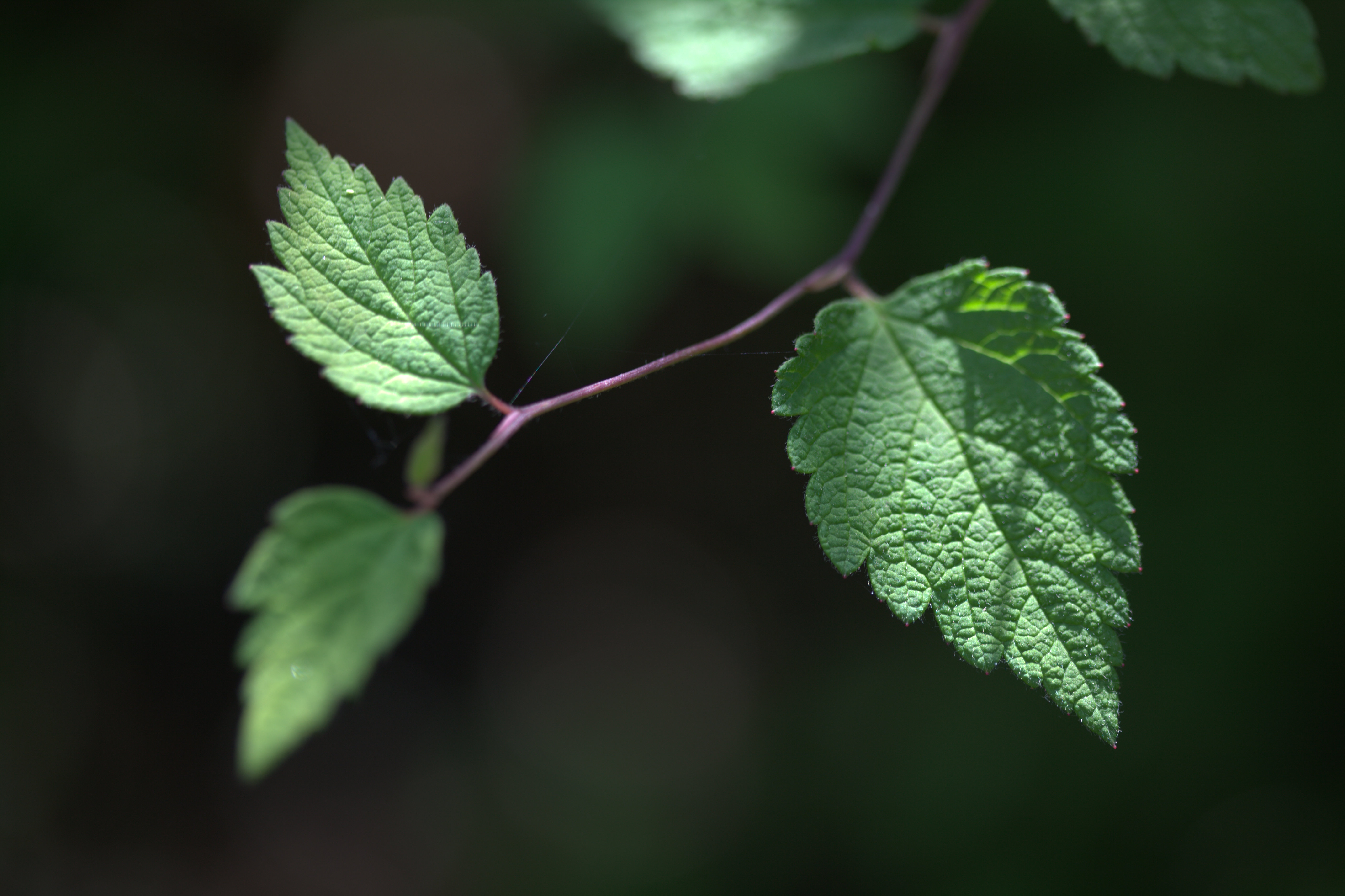
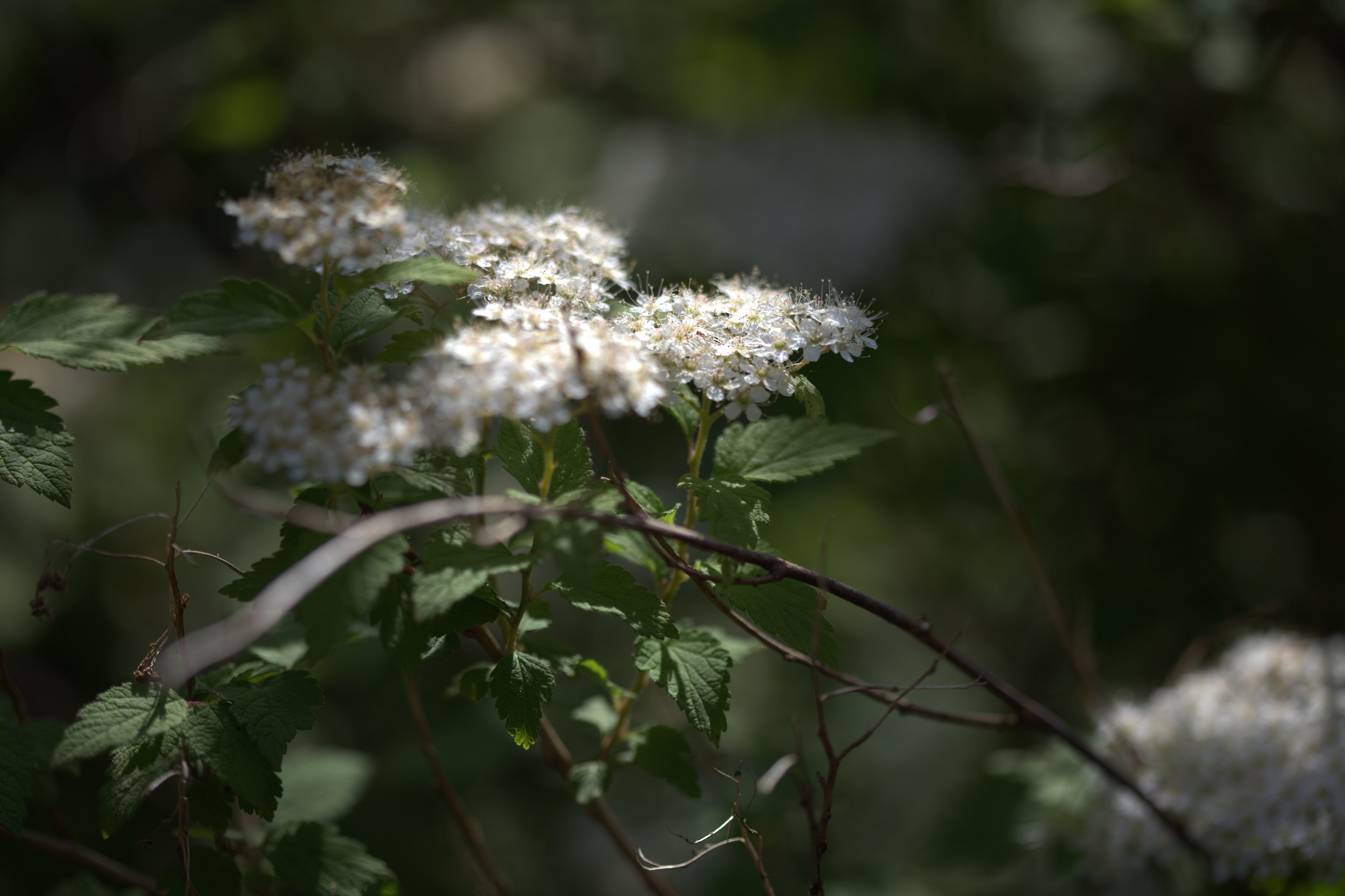
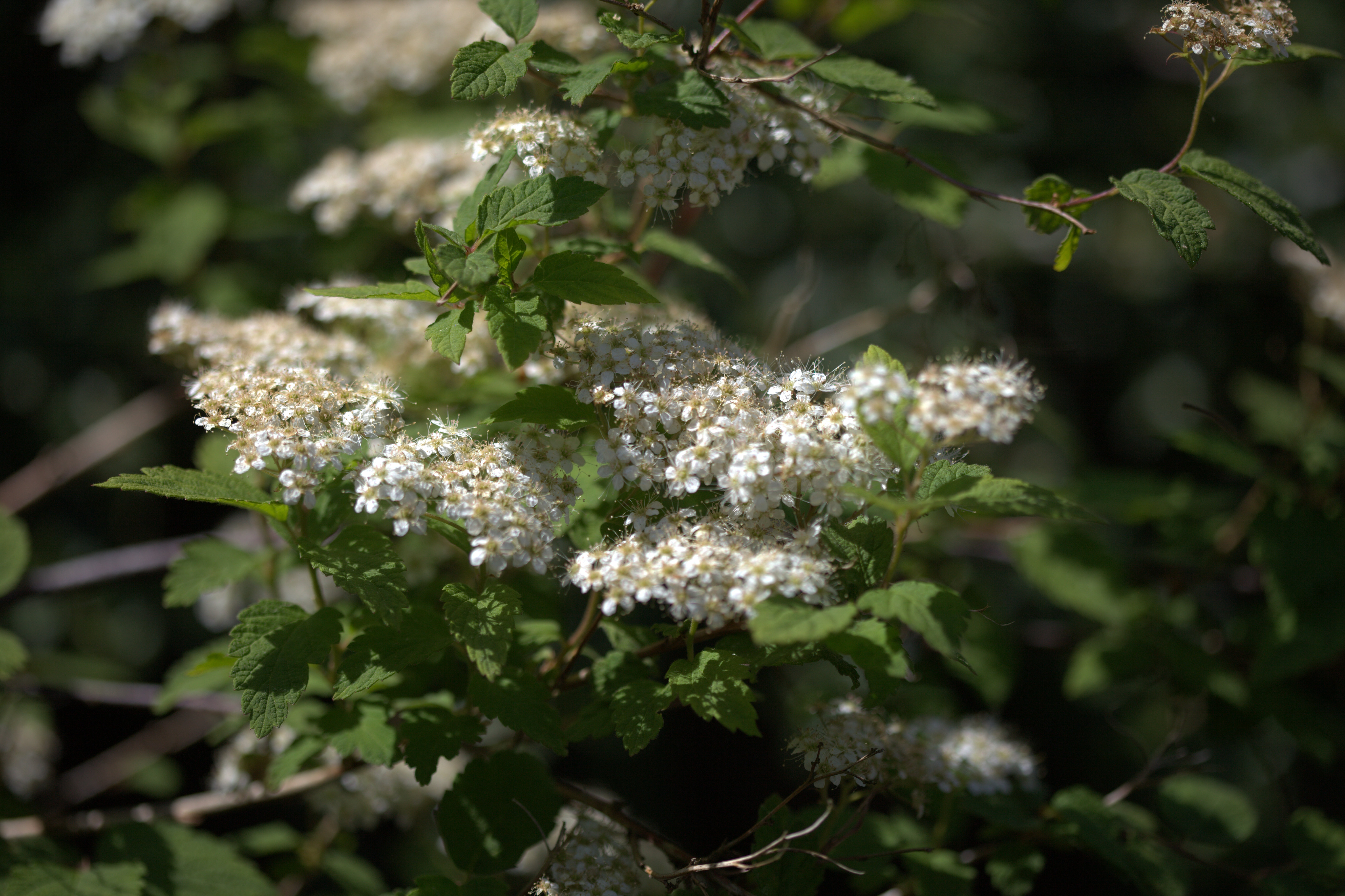
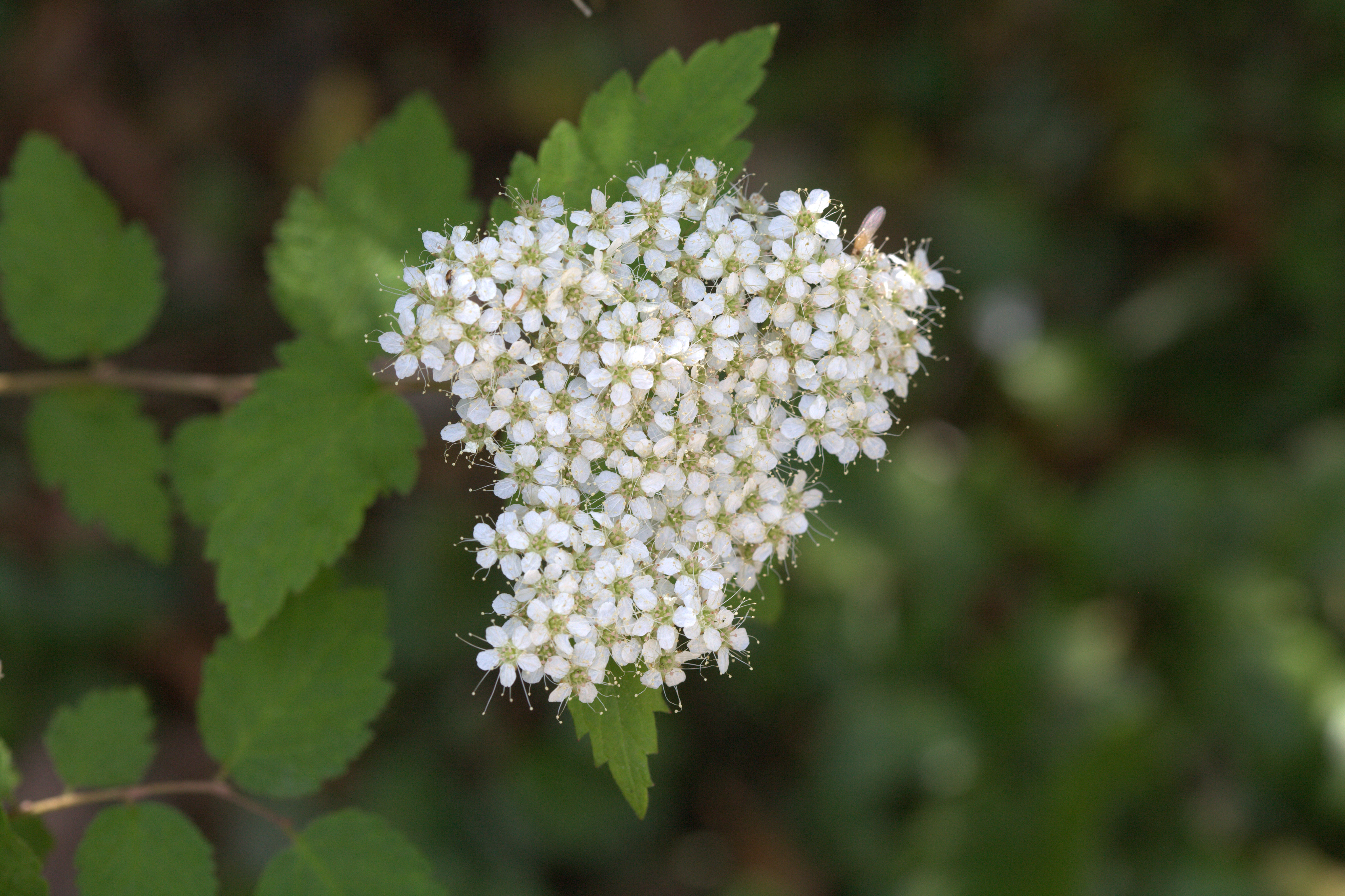